# Jim Butcher
Jim Butcher (26 de octubre de 1971) es un escritor estadounidense. Ha escrito las series de novelas de fantasía contemporánea La Saga de Harry Dresden, Codex Alera y Cinder Spires ('Las agujas de ceniza').

## Personal
Butcher nació en Independence, Missouri, en 1971. Es el más joven de tres hijos, teniendo dos hermanas mayores. Tiene un hijo llamado James Joseph Butcher.

## Carrera
Cuando estaba enfermo de garganta por estreptococos, las hermanas de Butcher le presentaron las novelas de El Señor de los Anillos para pasar el rato, iniciando así su fascinación por la fantasía y la ciencia ficción. Cuando era adolescente, completó su primera novela y decidió convertirse en escritor. Tras muchos intentos fallidos de entrar en el género fantástico tradicional (él describe a J. R. R. Tolkien, Lloyd Alexander y C. S. Lewis, entre otros, como sus principales influencias), escribió el primer libro de Harry Dresden -sobre un mago profesional, llamado Harry Dresden, en el Chicago actual- como ejercicio para un curso de escritura en 1996, cuando tenía 25 años.
Durante dos años, Butcher envió su manuscrito a varias editoriales antes de acudir a las convenciones literarias para hacer contactos en la industria. Después de conocer a Butcher en persona, Ricia Mainhardt, la agente que descubrió a Laurell K. Hamilton, aceptó representarlo, lo que impulsó su carrera de escritor. Sin embargo, Butcher y Mainhardt se han separado desde entonces; su actual agente es Jennifer Jackson. Butcher ha escrito tres series: Harry Dresden, Codex Alera y The Cinder Spires. Codex Alera ha finalizado tras seis novelas mientras que Harry Dresden y The Cinder Spires siguen en marcha; también ha escrito una novela de Spider-Man, titulada The Darkest Hours, publicada el 27 de junio de 2006. Además, contribuyó con un relato corto para su publicación en My Big Fat Supernatural Wedding con Charlaine Harris y Sherrilyn Kenyon, entre otras, que salió a la venta en octubre de 2006. Desde entonces, ha contribuido a las antologías Many Bloody Returns, en septiembre de 2007, y My Big Fat Supernatural Honeymoon, en diciembre de 2007. En octubre de 2008, publicó otro relato corto en Blood Lite y una novela, "Backup", ilustrada por Mike Mignola.

### La saga de Harry Dresden
Seis meses después de que Butcher fuera contratado por Mainhardt, Tormenta, la primera novela de La saga de Harry Dresden, fue recogida por Penguin Books para ser publicada. Salió a la venta como libro de bolsillo en abril de 2000. Luna Llena le siguió nueve meses después, el 1 de enero de 2001, y el tercer libro, La tumba, se publicó en septiembre de 2001. A partir de entonces, el calendario de publicación se ralentizó, y El caballero apareció el 3 de septiembre de 2002. El quinto y sexto libro, Máscaras de Muerte y Derecho de sangre, aparecieron en agosto de 2003 y 2004, respectivamente. En diciembre de 2004, Bookspan LLC (una empresa de venta de libros en línea con sede en Nueva York, fundada en 2000) adquirió las tres primeras novelas de la serie para publicarlas en una edición ómnibus de tapa dura titulada Wizard for Hire (Mago de alquiler), que saldría a la venta entre marzo y abril de 2005 para llegar a las tiendas antes de la séptima novela, en mayo.
Latidos mortales, publicado el 3 de mayo de 2005, fue el primer libro de tapa dura de la serie de Roc. La primera tirada de 15.000 ejemplares se agotó en tres días, y el libro se reimprimió inmediatamente. A principios de 2006 apareció una segunda edición ómnibus, titulada Wizard by Trade (Mago de Oficio) y que contenía El caballero y Mascaraas de Muerte, seguida de Culpable el 2 de mayo de 2006, el mismo día que la edición en rústica de Latidos mortales. Culpable llegó rápidamente al número 21 de la lista de los más vendidos del New York Times y el 91 de la lista del USA Today. En noviembre de 2006 salió a la venta un tercer ómnibus del Science Fiction Book Club titulado Wizard at Large que contenía Derecho de sangre y Latidos mortales.
El noveno libro, El trono blanco, salió a la venta el 3 de abril de 2007, poco después de la edición en rústica de Culpable en febrero. El trono blanco alcanzó los cinco primeros puestos de la lista de los más vendidos del New York Times con una tirada inicial de 100.000 ejemplares. Un pequeño favor, el décimo libro de la serie, salió a la venta el 1 de abril de 2008. Debutó en el número dos de la lista de los más vendidos del New York Times, el mejor debut de Butcher hasta la fecha, y en el número tres de la lista de los más vendidos del USA Today. El undécimo libro de la serie, Renegado, salió a la venta el 7 de abril de 2009. El duodécimo libro de la serie, Cambios, salió a la venta el 6 de abril de 2010. El 13º libro, Ghost Story (Cuento de fantasmas), salió a la venta el 26 de julio de 2011. El 14º libro, Cold Days (Días fríos), salió a la venta en tapa dura en noviembre de 2012. El 15º libro, Skin Game (Juego de piel), salió a la venta el 27 de mayo de 2014. El 16º libro, Peace Talks (Tregua), salió a la venta el 14 de julio de 2020. El 17º libro, Battle Ground (Campo de batalla), salió a la venta el 29 de septiembre de 2020.
| N.º | Título                            | Fecha de publicación     |
| --- | --------------------------------- | ------------------------ |
| 1   | Tormenta                          | 1 de abril de 2000       |
| 2   | Luna Llena                        | 1 de enero de 2001       |
| 3   | La tumba                          | 1 de septiembre de 2001  |
| 4   | El caballero                      | 3 de septiembre de 2002  |
| 5   | Máscaras de muerte                | 5 de agosto de 2003      |
| 6   | Derecho de sangre                 | 2 de agosto de 2004      |
| 7   | Latidos mortales                  | 2 de mayo de 2006        |
| 8   | Culpable                          | 6 de febrero de 2007     |
| 9   | El trono blanco                   | 5 de febrero de 2008     |
| 10  | Un pequeño favor                  | 3 de mayo de 2009        |
| 11  | Renegado                          | 3 de marzo de 2010       |
| 12  | Cambios                           | 11 de marzo de 2011      |
| 13  | Ghost Story (Cuento de fantasmas) | 7 de agosto de 2012      |
| 14  | Cold Days (Días Fríos)            | 3 de septiembre de 2013  |
| 15  | Skin Game (Juego de piel)         | 5 de marzo de 2015       |
| 16  | Peace Talks (Tregua)              | 14 de julio de 2020      |
| 17  | Battle Ground (Campo de Batalla)  | 29 de septiembre de 2020 |

| N.º | Título                                 | Fecha de publicación    |
| --- | -------------------------------------- | ----------------------- |
| 1   | Las furias de Alera                    | 5 de octubre de 2004    |
| 2   | La furia del aprendiz                  | 5 de julio de 2005      |
| 3   | La furia del cursor                    | 5 de diciembre de 2006  |
| 4   | Captain's Fury (La furia del capitán)  | 4 de diciembre de 2007  |
| 5   | Princeps' Fury (La furia del princeps) | 2 de diciembre de 2008  |
| 6   | First Lord's Fury                      | 24 de noviembre de 2009 |

Tras el éxito de Harry Dresden, Butcher volvió al género fantástico tradicional con su segunda serie, Codex Alera. La serie narra la vida de un joven llamado Tavi, del Valle de Calderón de Alera, en el mundo de Carna. El pueblo de Alera se ha vuelto complaciente con los adornos del imperio (la historia se basa vagamente en el último Imperio romano) y su control de las poderosas fuerzas elementales conocidas como furias. El 3 de marzo de 2003, Jim Butcher anunció que Ace Books ganó una guerra de ofertas contra la editorial rival Del Rey Books por los derechos de la serie.
La primera novela de la serie, Las furias de Alera, fue publicada en tapa dura por Ace Books, y en agosto de 2004 las principales librerías empezaron a tomar pedidos anticipados para su lanzamiento el 5 de octubre de 2004. Las furias de Alera fue la primera publicación en tapa dura de Butcher, y supuso un importante avance en la transición de escritor a tiempo parcial a escritor a tiempo completo. En junio de 2005 se publicó una versión en rústica, justo un mes antes del lanzamiento del segundo libro, La furia del aprendiz. Salió a la venta en rústica el 28 de noviembre de 2006, y la tercera novela, La furia del cursor, el 5 de diciembre.
Aunque en un principio iba a ser una serie de seis libros, Codex Alera se firmó inicialmente como una trilogía. Tras el éxito de la serie, Roc aceptó publicar tres novelas más de la serie Codex Alera. La cuarta novela, Captain's Fury (La furia del capitán), salió a la venta el 4 de diciembre de 2007 y alcanzó el puesto 17 en la lista de los más vendidos del New York Times. La quinta novela, Princeps' Fury (La furia del Princeps), salió a la venta el 25 de noviembre de 2008 y alcanzó el número 13 en la lista de los más vendidos del New York Times. La sexta y última novela, First Lord's Fury (La furia del primer señor), salió a la venta el 24 de noviembre de 2009 y alcanzó el número 7 en la lista de los más vendidos del New York Times.
Los derechos de audio al Códice Alera pertenece a Penguin Audio. Captain's Fury se publicó en formato de audio el 27 de marzo de 2008, leído por Kate Reading. Las versiones de audio de los tres primeros libros salieron a la venta en noviembre de 2008. El audiolibro de First Lord's Fury se publicó simultáneamente con el de tapa dura.

### La serie Cinder Spires
El 4 de marzo de 2013, Publisher's Weekly reveló que Butcher había cerrado un acuerdo con el Penguin Group para los tres primeros libros de una serie steampunk llamada The Cinder Spires (Las chapiteles de ceniza). Publisher's Weekly cita a la agente de Butcher, Jennifer Jackson, diciendo que la serie "está ambientada en un mundo 'de chapiteles negras que se elevan a lo largo de kilómetros sobre una superficie cubierta de niebla' y sigue una guerra entre dos de las chapiteles: Chapitel Albion y Chapitel Aurora". En un entrevista de Reddit el 12 de noviembre de 2012, Butcher dijo: "Es una combinación de La Liga de los Hombres Extraordinarios con Sherlock y Hornblower. Hay gafas protectoras y naves aéreas y energía de vapor y una extraña tecnología de cristal y gatos parlantes que son unos horribles matones". The Aeronaut's Windlass (El molinete del aeronauta), el primer libro de la serie de nueve libros, se publicó en septiembre de 2015.
| Núm. | Título                  | Fecha de liberación     |
| ---- | ----------------------- | ----------------------- |
| 1    | The Aeronaut's Windlass | 29 de septiembre , 2015 |

- Spider-Man: The Darkest Hours (27 de junio de 2006, ISBN 1-4165-1068-0)

## Audiolibros y juegos
Tormenta salió a la venta en julio de 2002 como un juego de ocho CDs sin acortar, y en agosto de 2003 un juego de nueve CDs sin acortar de Luna Llena. El audiolibro La tumba salió a la venta el 28 de octubre de 2004 como un juego de 10 CDs no resumidos, con una camiseta gratuita incluida en todas las compras realizadas antes del 26 de diciembre de 2004. El caballero salió a la venta el 31 de marzo de 2007.
Butcher había sido amigo de algunos de los fundadores de Evil Hat Productions, una compañía que diseña juegos de rol, y su agente Jennifer Jackson le sugirió que podrían hacer un juego de rol para La saga de Harry Dresden; Butcher estuvo de acuerdo y se puso en contacto con Evil Hat para preguntar si crearían y publicarían un juego de rol basado en dicha serie. El 16 de diciembre de 2004, Butcher firmó un acuerdo con Evil Hat Productions para publicar el juego. El juego utiliza un reglamento modificado del aclamado juego de rol Fate de Evil Hat.

## Serie televisiva
El guionista y productor de televisión Morgan Gendel adquirió la oferta de compra de La saga de Harry Dresden en junio de 2003, allanando el camino para un lanzamiento cinematográfico o televisivo de la serie. El 5 de abril de 2004, Scy Fy anunció la producción de una película piloto de dos horas de duración de La saga de Harry Dresden, basada en los acontecimientos de Tormenta, junto con Lionsgate Television y Saturn Films, con Nicolas Cage y Norm Golightly como productores ejecutivos. Gendel fue incluido en la lista de guionistas y productores ejecutivos de la serie de televisión, junto con Anthony Peckham. Inicialmente, Harry Dresden aparecía como "Erik" Dresden, pero a finales de 2004 el nombre había sido eliminado en los primeros borradores del piloto en favor de Harry.
El 5 de octubre de 2005, Variety informó de que el proyecto de televisión había recibido la luz verde oficial de ScyFy, y que Hans Beimler y Robert Wolfe se incorporaban como productores ejecutivos junto con Cage, Golightly y Gendel. La producción del piloto tuvo lugar en Toronto, y la intención original era emitir la película piloto en el verano de 2006. En noviembre, Sci Fi Wire dio a conocer los detalles del reparto de la serie, con Paul Blackthorne en el papel de Harry Dresden en lugar de James Marsters, quien rechazó la oportunidad de hacer una audición porque no estaba dispuesto a trasladarse desde Los Ángeles. En mayo de 2006, ScyFy anunció la compra inicial de once episodios de The Dresden Files y el estreno en enero de 2007 de la película piloto de dos horas. Sin embargo, el piloto de dos horas no se emitió, y la serie se estrenó el 21 de enero de 2007 con el episodio Birds of a Feather (Pájaros de una pluma), que originalmente iba a ser el tercer episodio. La serie recibió críticas mixtas.
Tras la emisión del final de la primera temporada, el 15 de abril de 2007, los fans iniciaron una campaña de cartas para intentar renovar la serie. ScyFy decidió no continuar con la producción de The Dresden Files el siguiente mes de agosto.

## Premios
Butcher ha recibido nominaciones al premio Hugo a la mejor novela por Skin Game y The Aeronaut's Windlass, y una nominación al premio Hugo a la mejor historia gráfica por Welcome to the Jungle. También fue nominado al Premio Locus a la mejor colección por Brief Cases.